# Championnat d'Angleterre de snooker
Le championnat d'Angleterre est un tournoi de snooker créé en 1981 et disparu en 1989 ouvert uniquement aux joueurs professionnels anglais.

## Histoire
La première édition s'est déroulée au Haden Hill Leisure Centre de Birmingham du 8 au 14 mars 1981 et a été remporté par Steve Davis, tout comme l'édition suivante 4 ans plus tard au Corn Exchange d'Ipswich. Tony Meo remporte le tournoi en 1986 et 1987, suivi de Dean Reynolds et Mike Hallett. La WPBSA cesse de financer le championnat d'Angleterre professionnel après la saison 1988-1989, tournoi qui faute de nouveau sponsor ne sera pas renouvelé.

## Palmarès
| Année                                 | Lieu                                  | Vainqueur                             | Finaliste                             | Score                                 | Saison                                |
| Championnat d'Angleterre (non classé) | Championnat d'Angleterre (non classé) | Championnat d'Angleterre (non classé) | Championnat d'Angleterre (non classé) | Championnat d'Angleterre (non classé) | Championnat d'Angleterre (non classé) |
| ------------------------------------- | ------------------------------------- | ------------------------------------- | ------------------------------------- | ------------------------------------- | ------------------------------------- |
| 1981                                  | Birmingham                            | Steve Davis                           | Tony Meo                              | 9-3                                   | 1980-1981                             |
| 1985                                  | Ipswich                               | Steve Davis (2)                       | Tony Knowles                          | 9-2                                   | 1984-1985                             |
| 1986                                  | Ipswich                               | Tony Meo                              | Neal Foulds                           | 9-7                                   | 1985-1986                             |
| 1987                                  | Ipswich                               | Tony Meo (2)                          | Les Dodd                              | 9-5                                   | 1986-1987                             |
| 1988                                  | Ipswich                               | Dean Reynolds                         | Neal Foulds                           | 9-5                                   | 1987-1988                             |
| 1989                                  | Bristol                               | Mike Hallett                          | John Parrott                          | 9-7                                   | 1988-1989                             |